# The God Channel
The God Channel är en kristen världsomspännande TV-kanal.

## Vision
Visionen för God TV är att sprida "smort, profetiskt, övernaturligt innehåll av världsklass, i en excellensens ande över jordklotet till varje nation, för att återlösa män, kvinnor och barn med Gud i den Helige Andes kraft".

## Ekonomi
Kanalen finansieras genom insamlingar av pengar, inte av reklam.[källa behövs]

## Förkunnare och kyrkor som visas på kanalen
- Billy Graham
- Matt Sorger
- Joe VanKoevering
- John Hagee
- Joseph Prince
- Joel Osteen
- God's News Behind the News
- Wisdom Ministries
- Messianic Vision
- Jesse Duplantis
- Fellowship of the Woodlands
- T.D. Jakes
- Ed Young
- Joyce Meyer
- Benny Hinn
- Lynne Hammond
- Jerusalem Vistas
- Hillsong Church
- Celebration Ministries International
- International House of Prayer in Kansas City (IHOP-KC)
- Messenger International
- Steve Hill
- Peter Ljunggren
- Harvest International Ministry
- Generals International
- David & Stephanie Herzog
- Extreme Prophetic (XPmedia)
- Mahesh Chavda
- MorningStar Ministries
- Rory & Wendy Alec

## Kritik
Kanalen har fått kritik[källa behövs] för att vissa pastorer kritiserar homosexuella och för ut ett extremt sionistiskt budskap om att Israel ska behålla 1967 års gränser. Rory & Wendy Alec har svarat på kritiken att man inte tar ställning till vad olika kristna grupper tycker utan kanalen öppen för alla församlingar som för ut evangelisk kristendom.

## Mottagning

### Sverige
I Sverige kan The GOD Channel mottas gratis från exempelvis Sirius 4 på en 45 - 60 cm parabolantenn och en "free to air"-mottagare. Kanalen hänger även med "på köpet" om man har ett Viasat-abonnemang via parabolantenn, eftersom deras paket också distribueras via samma transpondrar.
Kanalen är även tillgänglig i Tele2s kabeltevenät. Den har även funnits tillgänglig hos com hem under flera års tid, men utgått sedan oktober 2009.